# Osmunda mildei
Osmunda mildei là một loài dương xỉ trong họ Osmundaceae. Loài này được C. Chr. mô tả khoa học đầu tiên năm 1906.